# Гешаев, Муса Баутдинович
Муса́ Баутди́нович Геша́ев (20 августа 1940, Грозный — 7 марта 2014, Москва) —  советский и российский писатель, поэт-песенник, публицист, литературный критик, Заслуженный деятель искусств Чечено-Ингушской АССР, академик Академии наук Чеченской Республики, член Союза писателей России.

## Биография
Муса Гешаев родился в Грозном 20 августа 1940 года. В 1944 году был депортирован. Его детство прошло в Джамбульской области Казахской ССР.
В 1965 году окончил Ленинградский государственный институт театра, музыки, кинематографии. После окончания института вернулся в Грозный и был назначен главным инспектором Министерства культуры Чечено-Ингушской АССР. В 1967—1978 годах был директором Чечено-Ингушского государственного ансамбля «Вайнах». Под его руководством ансамбль добился больших успехов, стал одним из самых успешных национальных танцевальных коллективов СССР.
В 1979 году был назначен заместителем директора республиканской филармонии. С 1986 по 1993 год занимал пост директора государственного объединения «Эстрада».
С конца 1980-х годов стал активно заниматься писательской и поэтической деятельностью. Автор стихов более 100 песен. Эти песни часто исполняются на концертах, передаются по телевидению и радио. Исполнителями песен являются популярные чеченские и российские певцы.
В 1999 году его книга «Знаменитые чеченцы», изданная за рубежом, была задержана на российской таможне, хотя в ней не рассказывалось о боевиках.
Скончался в Москве 7 марта 2014 года.

## Награды
9 сентября 2005 года Президентом Ингушетии Муратом Зязиковым был награждён орденом «За заслуги».
В 2006 году был удостоен Золотой медали Франца Кафки. В 2007 году награждён золотой медалью на поэтическом конкурсе в Париже.
Именем Гешаева названа улица в Грозном.